# Collerette (bière)
Pour les articles homonymes, voir collerette.
 (avril 2021).
Si vous disposez d'ouvrages ou d'articles de référence ou si vous connaissez des sites web de qualité traitant du thème abordé ici, merci de compléter l'article en donnant les références utiles à sa vérifiabilité et en les liant à la section « Notes et références ».

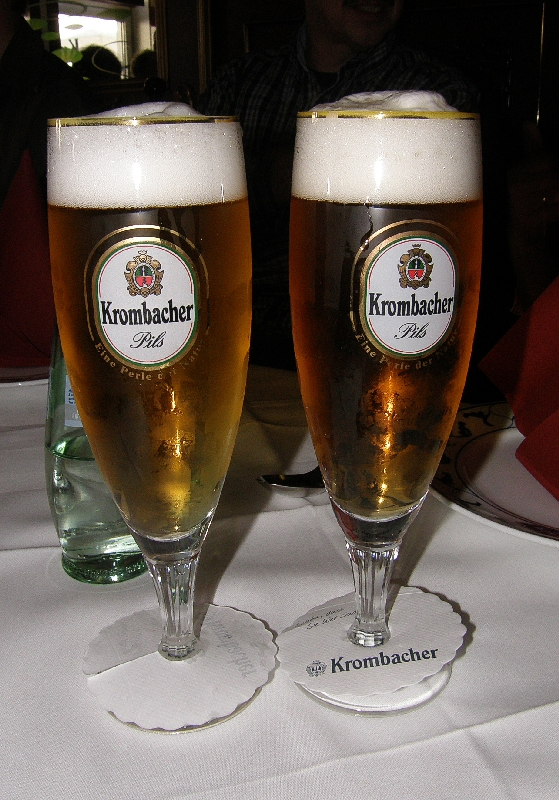
Collerettes de pied de verre

La collerette (drop-catcher en anglais, pilsdeckchen en allemand) désigne deux accessoires utilisés dans le monde de la bière :
- c'est la petite rondelle de papier ou de tissu blanc qui se place autour du pied d'un verre à bière afin de recueillir les éventuels débordements de mousse ou les gouttelettes de condensation, qui pourraient rendre malaisée la manipulation dudit verre. Elle comporte en général aussi un message publicitaire axé sur un nom de marque ou un slogan d'une brasserie.

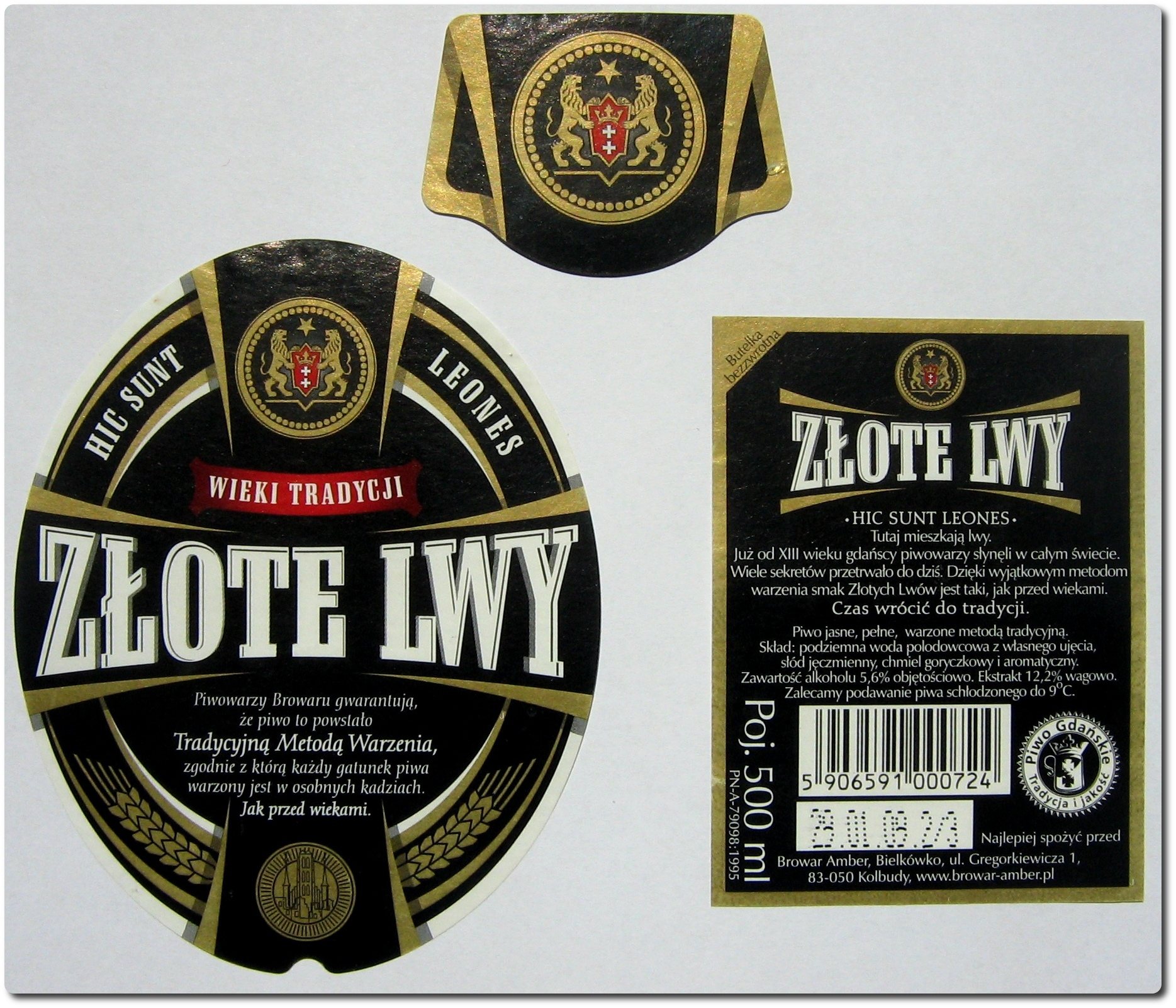
Collerette en haut

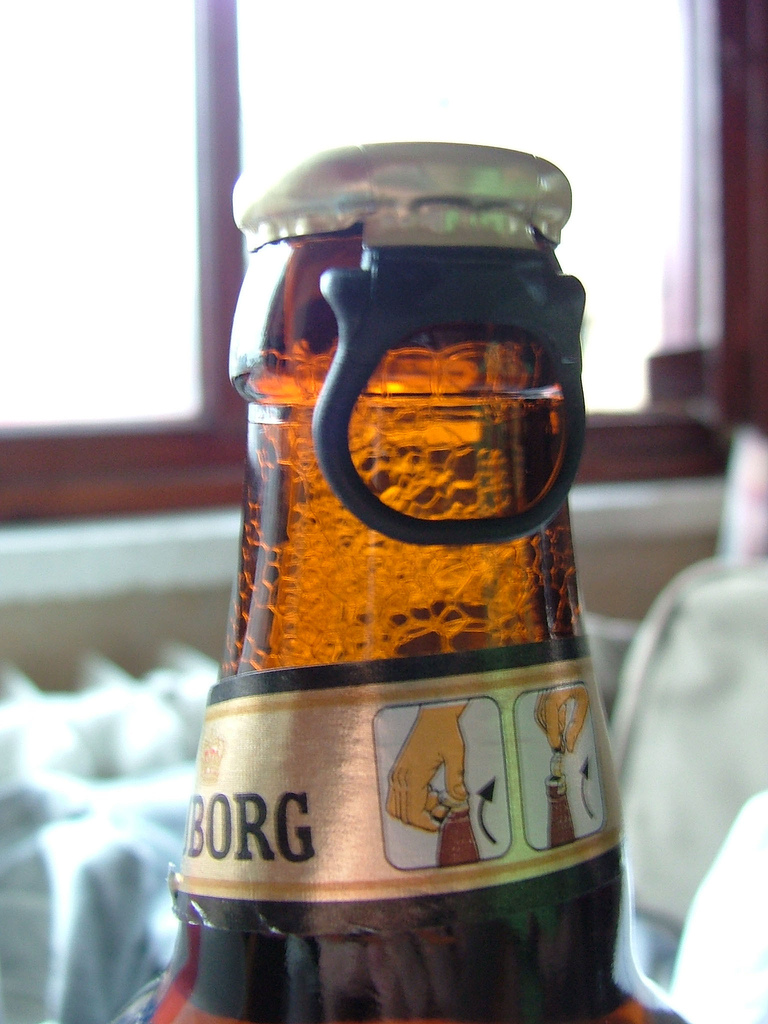
Collerette

- c'est aussi une fine bandelette collée autour du col d'une bouteille de bière, complétant l'étiquette de bière ; elle comporte des informations soit publicitaires, soit légales, soit pratiques.